# Arquitectura neobizantina

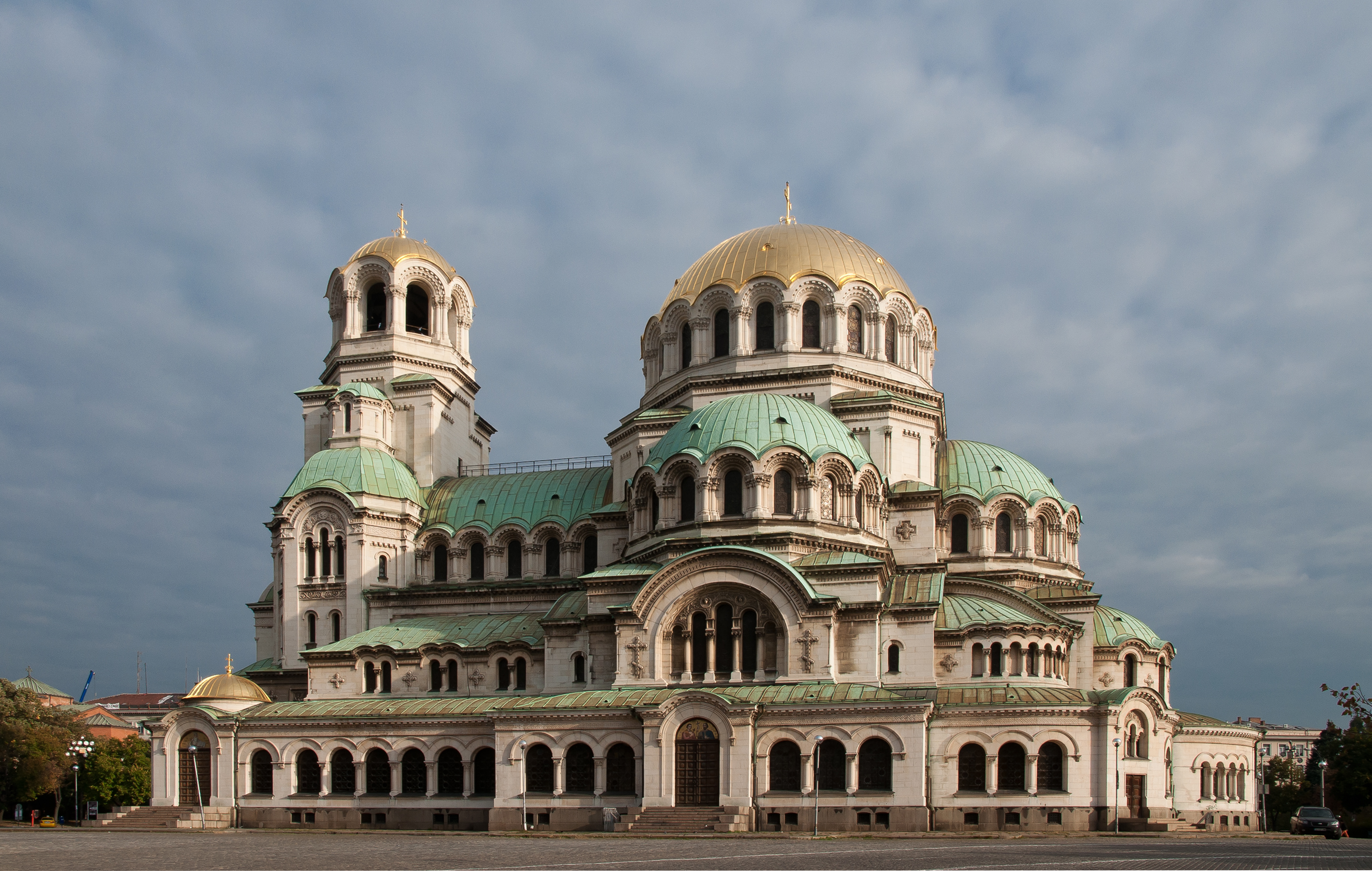
Catedral d'Alexandre Nevski de Sofia

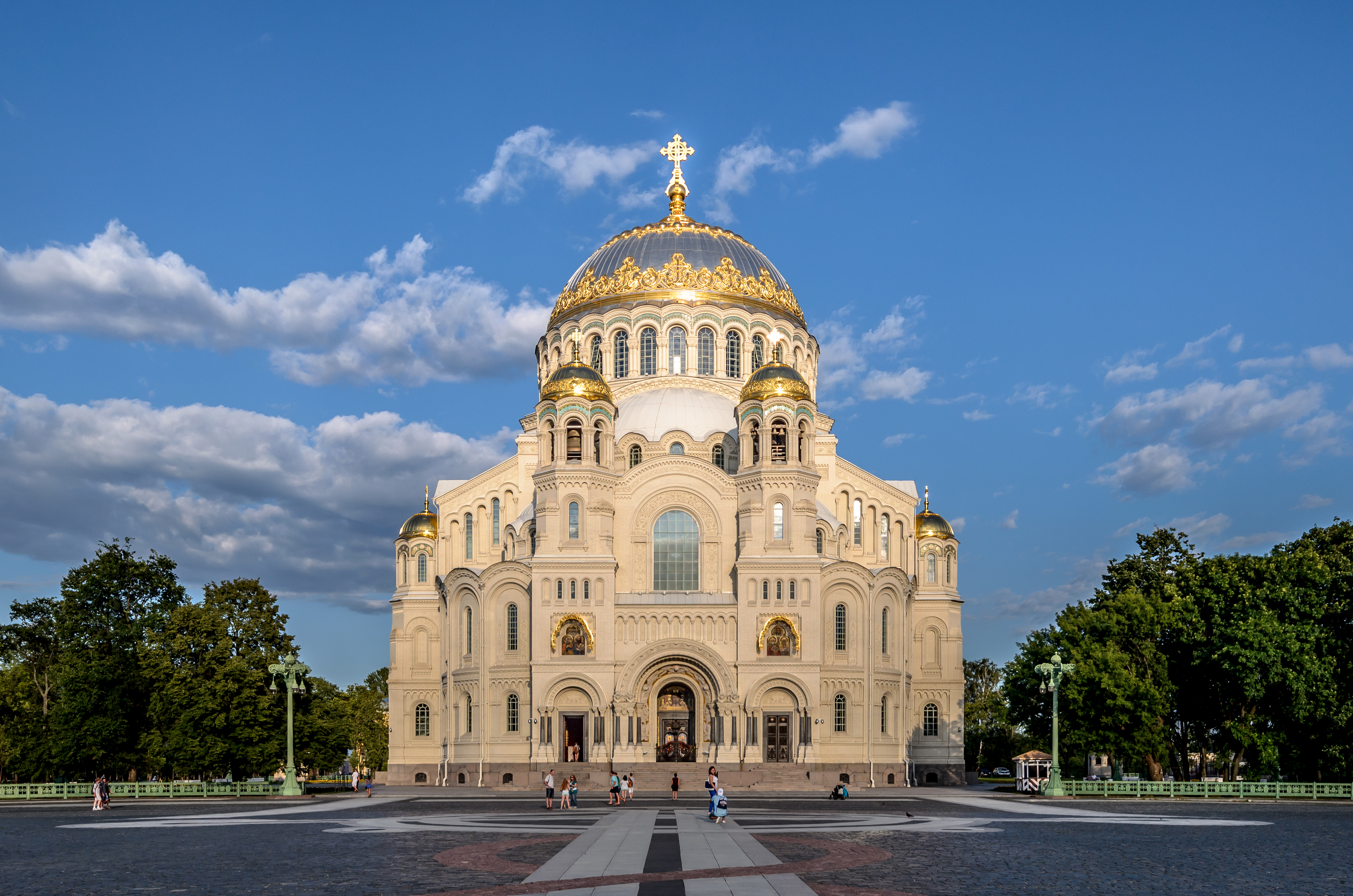
Gran Catedral Naval de Kronstadt

L'arquitectura neobizantina és un estil arquitectònic de la segona meitat del segle xix i inicis del segle xx. Va ser emprada principalment en edificis públics i religiosos. L'arquitectura neobizantina integra elements de l'arquitectura romana d'Orient juntament amb elements lligats a l'arquitectura cristianomedieval de l'Europa de l'Est, principalment ortodoxa, i que va tenir el seu primer desenvolupament a Constantinoble i, d'una manera més general, a l'Imperi Romà d'Orient entre els segles v i ix.
Aquest estil es caracteritza per l'ús de l'arcada i de cúpules en plena cintra; recorre al totxo i l'estuc com a materials de construcció i en la decoració al mosaic.

## Història i creacions
L'estil neobizantí va començar a desenvolupar-se en la Rússia imperial i a l'Europa de l'Est, i va tenir una llarga evolució des de la catedral de Sofia (Sant Petersburg), que data de 1782, a la catedral d'Alexandre Nevski de Sofia (a Bulgària), que va ser construïda el 1882. A Rússia, va ser popularitzada per l'arquitecte Konstantín Ton, que a més va barrejar-hi elements neoclàssics i elements de l'arquitectura russa tradicional. A Belgrad, Sèrbia, l'estil neobizantí es va allargar a les primeres dècades del segle xx, amb l'església de Sant Marc, construïda de 1931 a 1940 per Petar i Branko Krstić o fins i tot el temple de Sant Sava, construït a partir de 1935 sobre els plànols de l'arquitecte Aleksandar Deroko. Dins d'aquest mateix país, l'arquitectura neobizantina ha estat apreciada com a vernacla: per exemple, l'església de Sant Marc de Belgrad està inspirada en el monestir de Gračanica (segle xiv).
De 1850 a 1880, a Bristol es va desenvolupar un estil conegut actualment sota el nom de bizantí de Bristol, i va ser freqüentment emprat en els edificis industrials; aquest estil barrejava elements de l'arquitectura romana d'Orient i de l'arquitectura àrab.
A Marsella, els dos principals edificis religiosos construïts en la segona meitat del segle xix, la basilica de Notre-Dame de la Garde i la catedral de Santa Maria la Major combinen elements neobizantins (protagonisme dels mosaics i de les cúpules) amb elements presos de l'arquitectura romànica.
Als EUA, l'arquitectura neobizantina està present en els edificis més importants del campus de la Universitat de Rice (Houston, Texas), a l'església de Sant Francesc de Sales a Filadèlfia i a la basílica de la Immaculada Concepció construïda entre 1920 i 1959 a Washington DC.
Al principi de la dècada de 1980, el cèlebre arquitecte americà Philip Johnson va dissenyar un annex postmodernista a la Cleveland Play House, que reflecteix clares influències romanes d'Orient.